# Siergiej Abramowicz-Błek
Siergiej Abramowicz-Błek (ros. Сергей Иванович Абрамович-Блэк; ur. 1896, zm. 1941) – radziecki pisarz marynista.

## Życiorys
Od 1914 pełnił służbę wojskową w carskiej marynarce wojennej jako junkier floty, w 1915 awansowany do stopnia miczmana (bosmana floty). W czasie I wojny światowej pełnił służbę na okrętach Floty Bałtyckiej. od 1918 w Robotniczo-Chłopskiej Armii Czerwonej, uczestniczył w wojnie domowej. W latach 1920–1928 dowodził okrętami na Morzu Bałtyckim i na Dalekim Wschodzie. Zdemobilizowany w 1928, podjął pracę jako zawodowy literat, pisarz marynista. 
Od 1941 ponownie we Flocie Bałtyckiej, uczestniczył w działaniach wojennych, był redaktorem gazety okrętowej na krążowniku „Kirow”. 
W 1941 został aresztowany i rozstrzelany .

## Wybrane prace
- Autor książek 
  - Niezrimyj admirał;
  - Russkije w Sriediziemnom morie

i innych.
- Scenarzysta i współreżyser (z Władimirem Braunem) filmu fabularnego Moriaki (1940)[1] .